# جواهر نیل
جواهر نیل (به انگلیسی: The Jewel of the Nile) فیلمی محصول سال ۱۹۸۵ و به کارگردانی لوئیس تیگ است. در این فیلم بازیگرانی همچون مایکل داگلاس، کاتلین ترنر، دنی دویتو، سپیروس فوکاس، هالند تیلور ایفای نقش کرده‌اند.